# كأس أذربيجان 2007–08
كأس أذربيجان 2007–08 (بالأذرية: 2007-08 Azərbaycan Kuboku)‏ هو الموسم 16 من كأس أذربيجان. أقيم خلال الفترة 26 سبتمبر 2007 وحتى 24 مايو 2008، وأشرف على تنظيمه اتحاد أذربيجان لكرة القدم، وكان عدد الأندية المشاركة فيه 16، وفاز فيه نادي خزر لنكران.